# Pentatló modern als Jocs Olímpics d'estiu de 1936
Als Jocs Olímpics d'Estiu de 1936 celebrats a la ciutat de Berlín (Alemanya) es disputà una prova de pentatló modern en categoria masculina. La prova es disputà entre els dies 2 i 6 d'agost de 1936.
Aquest esport combina proves de tir (competició de tir de 10 metres de distància), esgrima (competició d'espasa), natació (200 metres lliures), hípica (concurs de salts d'obstacles) i cross.

## Comitès participants
Hi participaren un total de 42 de 16 comitès nacionals diferents:
| - Alemanya (3) - Àustria (2) - Bèlgica (3) - Brasil (3) - Estats Units (3) - Finlàndia (3) - França (3) - Grècia (1) | - Hongria (3) - Itàlia (3) - Mèxic (2) - Països Baixos (3) - Perú (1) - Regne Unit (3) - Suècia (3) - Suïssa (3) |

## Resum de medalles
| Prova           | Or                | Argent          | Bronze       |
| Pentatló modern | Gotthard Handrick | Charles Leonard | Silvano Abba |

## Medaller
| Posició | País         | Or | Argent | Bronze | Total |
| 1       | Alemanya     | 1  | 1      | 0      | 2     |
| 2       | Estats Units | 0  | 1      | 0      | 1     |
| 3       | Itàlia       | 0  | 0      | 1      | 1     |